# Recreation Ground (Aldershot)
Der Recreation Ground (durch Sponsoringvertrag The EBB Stadium) ist ein Fußballstadion in der englischen Stadt Aldershot im Distrikt Rushmoor, Grafschaft Hampshire.

## Geschichte
Aldershot Town (ab 1932 FC Aldershot) pachtete das inmitten eines öffentliche Parks gelegene Gelände nach seiner Gründung 1926 von der Stadt. Aufgrund der Lage wurde der Park an Spieltagen geschlossen, um Eintrittsgelder kassieren zu können. In der Saison 1929/30 wurde an der Südseite die erste Tribüne errichtet, nach der Aufnahme in die Football League wurde 1932 auch an der Nordseite eine Tribüne gebaut. Nach dem Zweiten Weltkrieg wurden an der Ostseite des Stadions ebenfalls Zuschauerränge errichtet. 1980 erfuhr die Nordtribüne eine Modernisierung, das Stadion verfügte zu diesem Zeitpunkt offiziell über eine Zuschauerkapazität von 16.000 Plätzen, davon 1.885 Sitzplätze. Im März 1992 stellte der Klub noch während der laufenden Saison aus finanziellen Gründen den Spielbetrieb ein und wurde aufgelöst. Der wenig später als Nachfolger gegründete Fußballverein Aldershot Town nahm seinen Spielbetrieb zur Saison 1992/93 ebenfalls im Recreation Ground auf.
Die Spielstätte hat derzeit eine Kapazität von 7.100 Plätzen, davon sind 2.136 Sitzplätze. Der englische Papier-Lieferant EBB Paper erwarb für zwei Jahre die Namensrechte; so hieß das Stadion seit dem 1. Juli 2008 bis 2013 offiziell The EBB Stadium at the Recreation Ground (kurz: EBB Stadium). Die Spielstätte wird auch kurz The Rec genannt. Im September 2013 erwarb das Unternehmen Central Heating Services für drei Jahre die Namensrechte an der Spielstätte von Aldershot Town. Das Stadion hieß in der Folge für zwei Jahre The Electrical Services Stadium, seit 2015 heißt es wiederum EBB Stadium.

## Besucherrekord und Zuschauerschnitt
Der Zuschauerrekord stammt vom 28. Januar 1970, als im Wiederholungsspiel der 4. Runde im FA Cup 1969/70 der FC Aldershot gegen Carlisle United (1:4) vor 19.138 Besuchern antrat. Die meisten Zuschauer zu einem Spiel von Aldershot Town kamen am 18. November 2000 zur Begegnung der ersten Hauptrunde im FA Cup 2000/01, als 7.500 Fans das Spiel gegen Brighton & Hove Albion (2:6) im Stadion verfolgten.
- 2014/15: 1.762 (National League)
- 2015/16: 1.610 (National League)
- 2016/17: 2.296 (National League)

## Die Tribünen
- North Stand: 1.540 Plätze[6]

Die North Stand-Tribüne ist der Hauptrang des Stadions. In der Tribüne liegen die Umkleidekabinen, das Presse-Zentrum, Konferenzraum, die Director-Box und Büros. Auf der Rückseite liegt die Phoenix Bar.
- South Side: 1.380 Plätze

Die South Side-Tribüne längsseits des Platzes war der erste Zuschauerrang des Stadions. Er wurde in der Saison 1929/30 eröffnet. Seit dem Bau wurde nur wenig verändert. Hinter dem Bau liegt die Wailey’s Bar.
- East Bank: 4.180 Plätze

Die East Bank-Tribüne hinter dem Tor ist der Zuschauerrang mit dem größten Fassungsvermögen. Das Besondere an der Tribüne ist die gewölbte Form des Daches.
- High Street End: 500 Plätze

2008 gelang Aldershot Town der Aufstieg in die Football League Two, seitdem war die West-Tribüne High Street End geschlossen. Der Grund dafür war, dass nach Liga-Vorschrift alle Stehplatztribünen in Stufenform angelegt sein müssen.

## Galerie

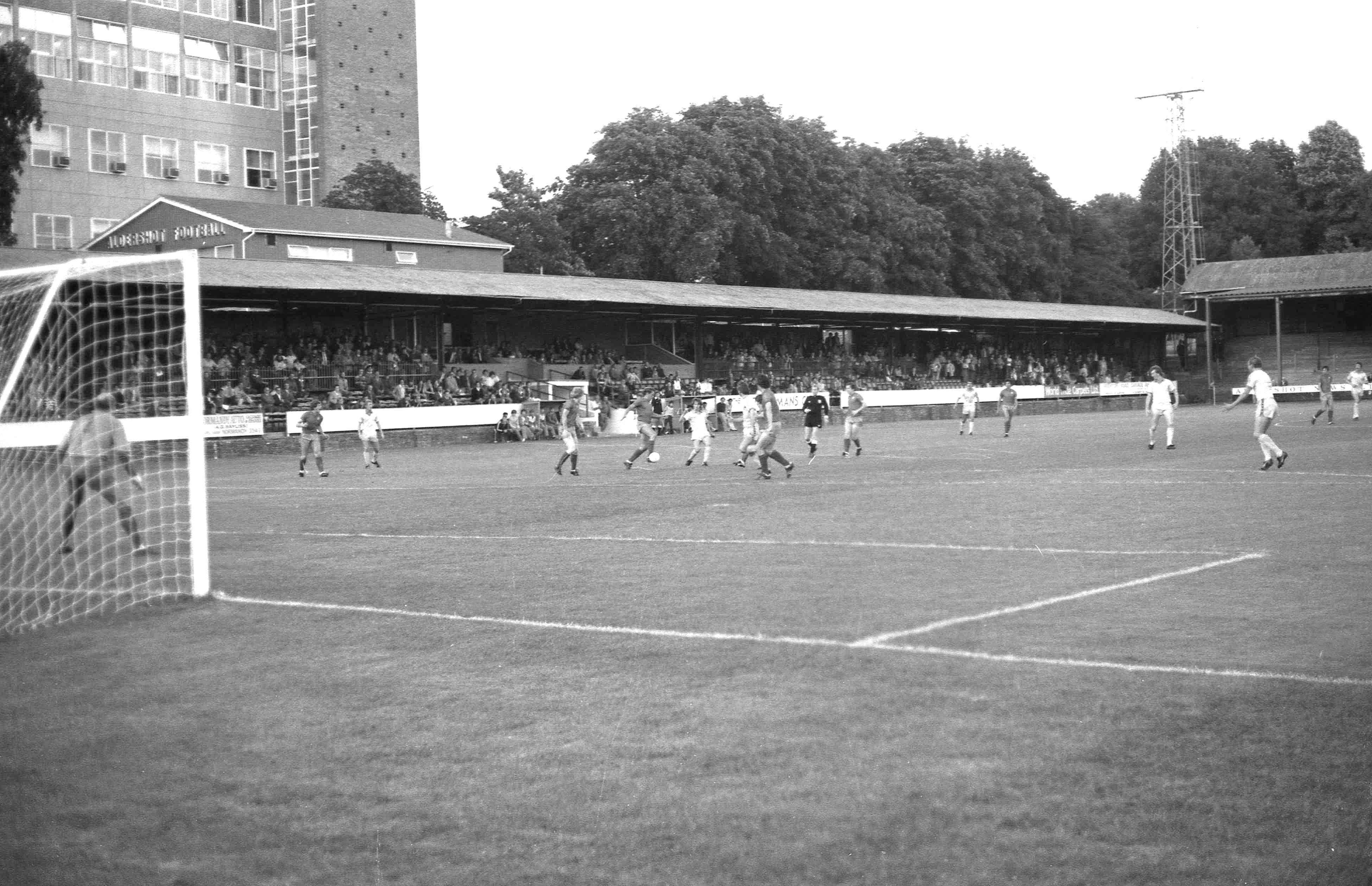
Recreation Ground 1982
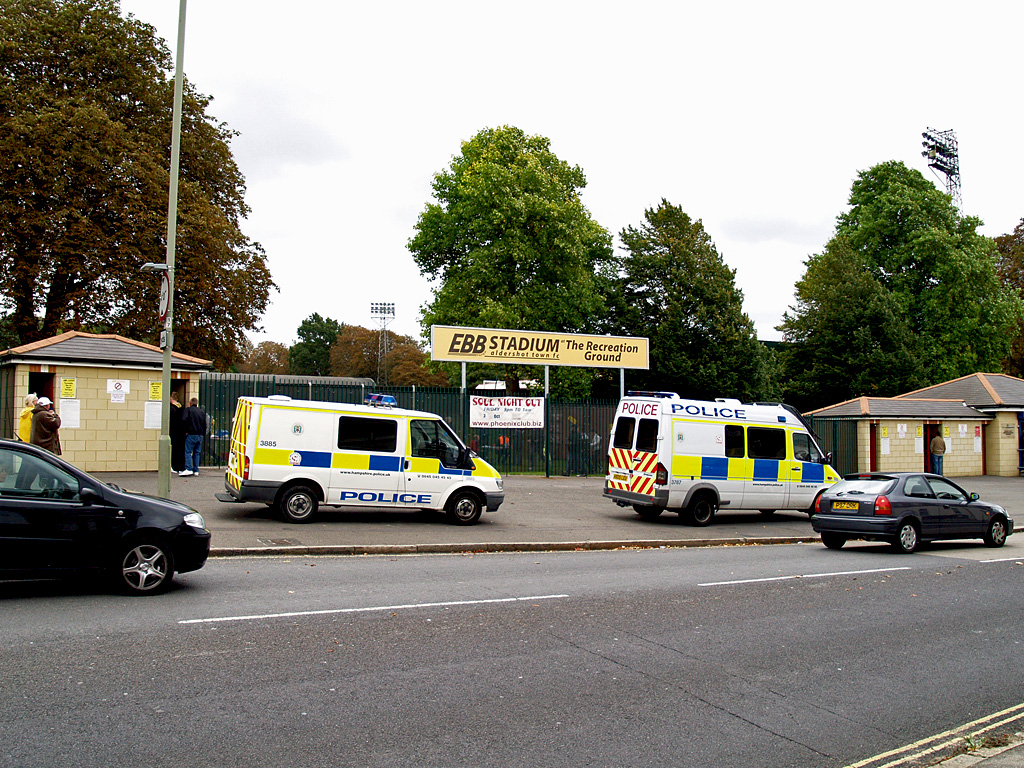
Haupteingang des Stadions
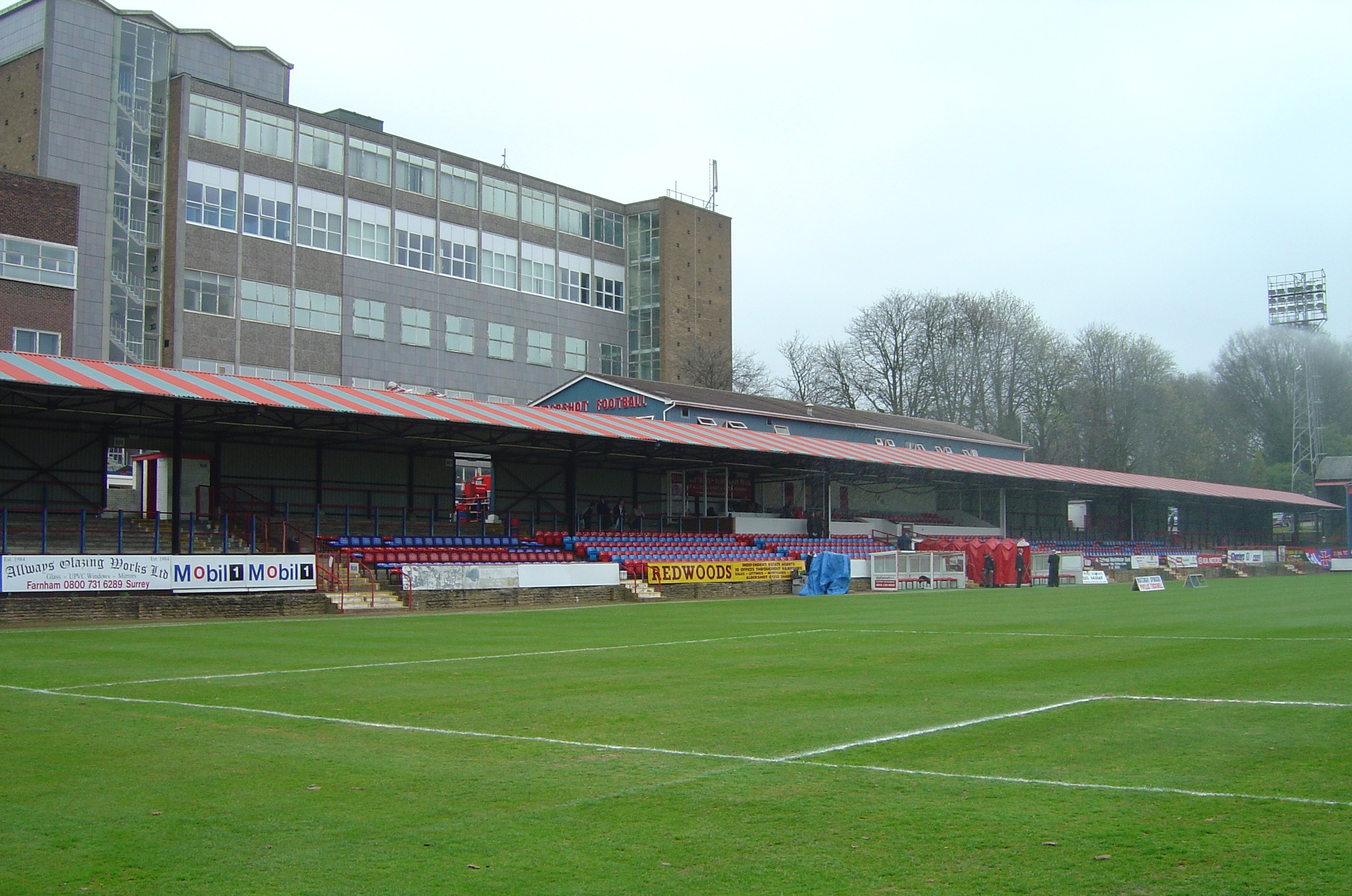
North Stand
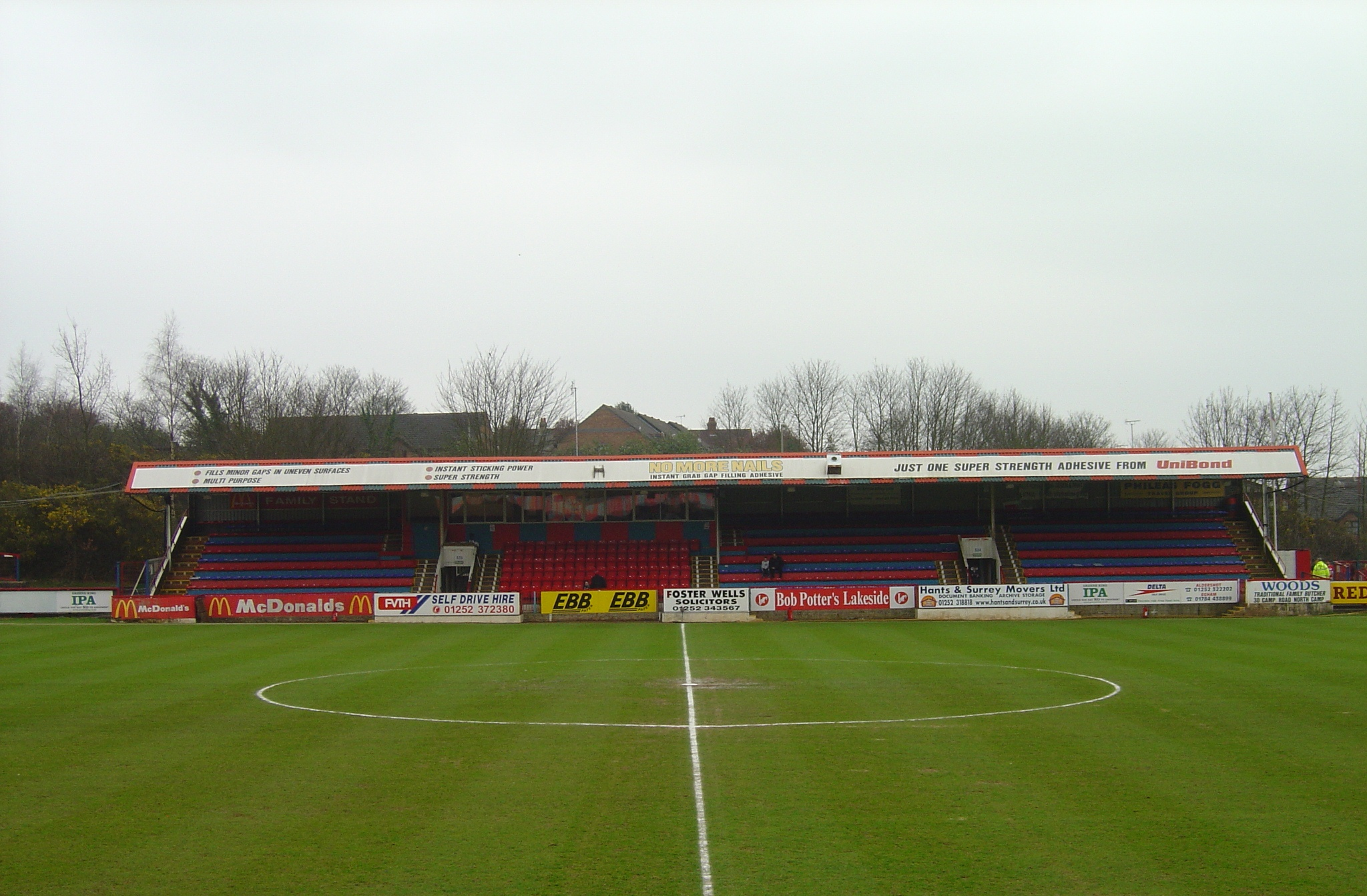
South Side